# José Seijo Rubio
José Seijo Rubio (n. Madrid, 15 de octubre de 1881 - m. La Coruña, 9 de septiembre de 1970) fue un pintor español, uno de los máximos exponentes del movimiento postimpresionista en este país.

## Biografía
Hijo de José Seijo Calviño, Capitán de Infantería, Caballero de la Real y Militar orden de San Hermenegildo, de la de Isabel la Católica, de la del Mérito Militar con los distintivos rojo y blanco, Benemérito de la Patria, condecorado con la madalla Alfonso XII, con los pasadores de Cantavieja y de Seo de Urgel, y Jefe del Cuerpo de Seguridad de la Provincia de Lugo,  natural de  San Salvador de Bergondo partido de Betanzos, y de Benita Rubio Rubio, oriunda de la Villa de Cercedilla partido de Colmenar Viejo provincia de Madrid.A su vez, nieto de Baltazar Seijo Cerdido y Juana Calviño de Lago y Pose Varela emparentada con el Marquesado de Bendaña: habiendo heredado el Señorío de la Torre de Rois, y hermano menor de Pilar y Emilio(radicado en Mérida, Yucatán, México),  Seijo Rubio nace en Madrid, el 15 de octubre de 1881, al encontrarse destinado su padre en el Ministerio de la Guerra. En 1887 su familia se traslada a Lugo, y de allí a Betanzos, donde permanecería desde 1889 hasta 1897 y donde recibe sus primeras clases de dibujo. Finalmente, en 1897 se instala en La Coruña, donde viviría hasta el final de sus días.Se casó con Doña Isabel Pérez Cepeda.
Seijo Rubio se dedicó profesionalmente a la docencia, siendo profesor de dibujo y caligrafía durante casi cincuenta años. En 1916 publicó su libro titulado: "Teoría y Práctica del Arte de Escribir". Compaginó esta labor con la organización y divulgación de actividades culturales, faceta que culiminaría, con el apoyo de su amigo el pintor Fernando Álvarez de Sotomayor, en la inauguración del Museo de Bellas Artes de La Coruña, del que fue director de 1947 hasta poco antes de su fallecimiento. En este museo "incrementa las colecciones, forma artistas, organiza certámenes y es, en fin, motor de la vida plástica y cultural y por lo cual merece ser considerado coruñés de honor".
Correspondiente de la Real Academia de Bellas Artes de San Fernando y de la Real Academia Gallega, y miembro de número de la Academia de Bellas Artes Nuestra Señora del Rosario, de la que fue secretario general, fue también delegado regio de Bellas Artes en la Provincia de La Coruña y presidente en varias ocasiones de la Asociación de Artistas de La Coruña en cuya creación participó. Entre los honores recibidos destacan igualmente su ingreso como caballero de la Orden de Alfonso XII (1926), la encomienda de la Orden de Alfonso X el Sabio (1951) y su nombramiento como hijo adoptivo de Betanzos, de la Provincia de La Coruña (1939) y de la propia ciudad herculina (1960). También, en 1960 publicó su Álbum de Dibujos a Galicia, que en el Prólogo y en la Dedicatoria dice textual y respectivamente: ..."bendita tierra..., preciado florón de la madre Patria Hipánica", "Dedicado a la memoria de mi inolvidable hermano Emilio Seijo Rubio...".
Falleció en la Coruña en 1970 a los 88 años de edad y, años después, el Ayuntamiento de la Coruña le dedicó una calle en el Barrio de La Gaitera de la misma ciudad.

## Producción pictórica
Influenciado por Ignacio Zuloaga y por Lloréns, Seijo Rubio fue un prolífico pintor, con una producción que se cifra en unos dos mil cuadros. La temática de sus obras, de estilo postimpresionista, se centra en el costumbrismo y en la pintura de paisajes, en especial marinas y bajamares en las rías gallegas. Cultivó principalmente la técnica al óleo, si bien en su madurez artística dedicaría asimismo gran atención a la acuarela.
"Intervino eficazmente, con su gran capacidad organizadora, en la Exposición Regional de Arte de Galicia en 1917 a la que hace amplia aportación".  En 1926 ganó la tercera medalla de la Exposición Nacional de Bellas Artes, con un cuadro, "La Marisma", adquirido por el Museo de Arte de Madrid y, posteriormente  perdido en los bombardeos aliados a Berlín en la II Guerra Mundial, pues decoraba los muros de la embajada española en la capital alemana. Participaría asimismo en la Exposición Internacional de Venecia (1924), y en el Salón de París de 1936, donde obtendría una nueva medalla por su obra "Ciego de Santa Margarita". Expondría asimismo en ciudades como Oporto, Madrid o Barcelona. Hasta 1960 había celebrado 30 exposiciones en las principales ciudades de España, Francia, Portugal y América. 
Seijo Rubio está representado en el Museo de Arte Moderno de Madrid, en todos los Museos de Bellas Artes de Galicia, en algunos de Sudamérica y en importantes colecciones particulares.